# Can You Feel the Love Tonight
Can You Feel the Love Tonight är en sång skriven av Elton John (melodi) och Tim Rice (text) till Disneyfilmen Lejonkungen från 1994. I den svenska översättningen fick den titeln Känn en doft av kärleken.
Sången framförs i den engelskspråkiga versionen av filmen av Kristle Edwards, Joseph Williams, Sally Dworsky, Nathan Lane och Ernie Sabella, samt under sluttexterna av Elton John. Den vann 1994 års Oscar för bästa sång. Den gav också Elton John en Grammy i kategorin Best Male Pop Vocal Performance. Som singel nådde den fjärde plats på Billboard Hot 100.
I den svenska versionen framförs låten (med den svenska titeln Känn en doft av kärleken) av Kayo Shekoni, Frank Ådahl, Meta Roos, Peter Rangmar och Jan Rippe.
Från början skulle Timon och Pumbaa framföra hela låten, men efter att Elton John protesterat, så ströks idén.[källa behövs]

### Fotnoter
1. ↑  Roberts, David (2006). British Hit Singles & Albums (19). London: Guinness World Records Limited. sid. 137. ISBN 1-904994-10-5
2. ↑  King, Alex P. (2004) (på franska). Hit-parade — 20 ans de tubes. Paris: Pascal. sid. 339. ISBN 2-35019-009-9